# Pseudiphra obscura
Pseudiphra obscura là một loài bọ cánh cứng trong họ Cerambycidae.